# Bubu
Bubu es una banda de rock sinfónico y rock progresivo argentina fundada en 1976 por Daniel Andreoli y Win Fortsman. Lanzó dos álbumes de estudio titulados Anabelas y El eco del sol. En la actualidad el proyecto está dirigido por su compositor, y recientemente lanzó una reedición de estos dos LP en formato vinilo.
Su música se emparentaba con la música sinfónica o progresiva de la época, muy influenciada por King Crimson, Frank Zappa o Focus, entre otros, así como Schöenberg o Igor Stravinsky
En 2016 reaparece el grupo con un EP, y en 2018 lanza un nuevo álbum, El eco del sol.

## Historia
La banda debutó en el teatro Del Globo en 1976, caracterizándose desde el comienzo por la frescura y alegría de su música, y las novedosas puestas en escena. La base de sus presentaciones era la historia de "Anabelas", contada por un incondicional enamorado, personificado por el vocalista Miguel Zavaleta, quien con su simpatía e interacción con el público, sumado a la actuación de la banda, lograba crear un clima festivo en cada recital. Era usual que contaran con músicos invitados que se sumaban a las puestas en escena, entre ellos Pedro Aznar en coros.    
Sobre la base de esta obra grabaron su primer álbum, llamado igualmente Anabelas, aunque ya sin la participación de Zavaleta (quien sin embargo participó de dos sesiones de grabación), quien fue reemplazado por el cantante Petty Guelache. En 1978 presentan el álbum como tal, pero para cuando el disco sale a la venta la banda prácticamente había desaparecido.   
El 22 de abril de 2016, la banda reaparece con una formación nueva, bajo el liderazgo de Daniel Andreoli, publicando un nuevo EP llamado Resplandor. El 10 de septiembre de 2018 se lanza el álbum El Eco Del Sol. Ambos discos son bien recibidos por los aficionados al rock progresivo.
En el 2020 la banda firma un contrato con la discográfica Hi-One Records y lanza al mercado una reedición en vinilo de sus dos LP editados hasta la fecha, de manera tal que sus fanes, a quienes se les dificultaba conseguir el vinilo de "Anabelas" por la poca cantidad de réplicas y por su alto valor en el mercado puedan acceder al mismo en dicho formato.

## Integrantes de "El eco del sol" (2018)
- Daniel Andreoli: compositor y bajo
- Julian Bachmanovsky: batería
- Federico Silva: guitarra
- Emilio Ariza: flauta
- Álvar Llusá Damiani: violín
- Juani Ignacio Varela: saxo tenor
- "Maqui" Tenconi: piano
- Lucas Aguirre: voz

## Integrantes originales (1978)
- Miguel Zavaleta: voz y guitarra
- Cecilia Tenconi: flauta, flautín y flauta grave
- Daniel Andreoli: compositor y arreglos
- Edgardo Folino: bajo
- Eduardo Rogatti: guitarra
- Petty Guelache: voz
- Sergio Polizzi: violín
- Wim Forstman: saxo tenor
- Polo Corbella: batería

## Discografía
1. Anabelas (1978)
2. Resplandor (2016) (EP)
3. El eco del sol (2018)